# Poikilacanthus harleyi
Poikilacanthus harleyi là một loài thực vật có hoa trong họ Ô rô. Loài này được Wassh. miêu tả khoa học đầu tiên năm 1993.